# Roberto De Zerbi
Roberto De Zerbi (Brescia, 6 giugno 1979) è un allenatore di calcio ed ex calciatore italiano, di ruolo centrocampista, tecnico dell'Olympique Marsiglia.

## Caratteristiche tecniche

### Calciatore
Soprannominato il piccolo genio in omaggio a Dejan Savićević, era un centrocampista di piede mancino, dotato di ottima qualità e visione di gioco, che poteva giocare anche da trequartista.

### Allenatore
Le sue squadre attuano un gioco fondato prevalentemente sul possesso-fraseggio, usato per disarticolare l'assetto dell’avversario e come protezione-prevenzione intrinseca dalle sue ripartenze. Predilige, inoltre, come moduli il 4-3-3 e il 4-2-3-1, ricorrendo in alcune occasioni all'utilizzo della difesa a 3.
Durante il suo periodo al Brighton, De Zerbi è stato elogiato per l'innovazione e l'efficacia del suo stile di gioco, venendo anche paragonato a Pep Guardiola.

## Carriera

### Calciatore

#### Gli inizi e i vari prestiti
Si avvicina al gioco del calcio entrando a far parte della squadra del suo quartiere, l'Unione Sportiva Oratorio Mompiano, nel 1994. Un anno dopo, gli osservatori del Milan lo notano e lo portano alla squadra rossonera, nelle cui giovanili rimane fino al 1998, mettendosi in mostra nel campionato Primavera e nel precampionato della stagione 1998-1999.
La sua carriera da professionista inizia, con alterne fortune, andando in prestito soprattutto in varie società di Serie C: Monza, Padova, Como, Avellino e Lecco.

#### Foggia, Arezzo e Catania
La prima svolta in carriera la ottiene nel 2002-2003 grazie all'incontro con l'allenatore Pasquale Marino, con cui ottiene la promozione in Serie C1 con il Foggia. Per le sue notevoli capacità tecniche e di visione di gioco si guadagna il soprannome di Luce. Un'altra stagione in Puglia e poi nel 2004-2005 Marino lo porta con sé all'Arezzo, dove si mette in mostra a tal punto che nella stagione successiva segue il tecnico al Catania, ottenendo la promozione della squadra in Serie A. Con il Catania segna 7 reti.

#### Napoli e vari prestiti
Il 27 giugno 2006 viene acquistato dal Napoli, con cui sottoscrive un contratto quinquennale. L'11 agosto 2006 disputa con la maglia del Napoli il Trofeo Birra Moretti, tradizionale appuntamento calcistico-televisivo estivo. In quell'edizione il Napoli neopromosso in serie B sfida Inter e Juventus riaffacciandosi al calcio che conta dopo pesanti disavventure finanziare della società. Nella stagione 2006-2007 in Serie B con la maglia azzurra contribuisce alla promozione in serie A segnando anche 3 gol.
Nella prima parte della stagione 2007-2008 trova pochissimo spazio coi partenopei, disputando le uniche tre presenze in Serie A della sua carriera e segnando un solo gol contro il Cesena in Coppa Italia. Nel mercato invernale passa quindi in prestito al Brescia, squadra della sua città natale, dove rimane fino alla fine del campionato senza centrare l'obiettivo della promozione in serie A (sconfitta in semifinale play-off), per poi rientrare al Napoli per fine prestito.
Il 1º settembre 2008 viene preso in prestito dall'Avellino, con cui retrocede in Lega Pro Prima Divisione (ex Serie C1). Segna 5 gol tra i quali uno spettacolare su punizione da 40 metri contro il Modena. A fine stagione torna nuovamente al Napoli dove non viene aggregato alla prima squadra, finendo di fatto fuori rosa.

#### Cluj
L'8 febbraio 2010 inizia la sua prima e unica esperienza da giocatore all'estero, passando in prestito ai rumeni del CFR Cluj, con i quali esordisce il 24 aprile 2010 nella partita contro l'Unirea Alba Iulia. Conquista campionato e Coppa di Romania. Il 31 agosto 2010 rescinde il contratto in essere con il Napoli, per poi far ritorno al club romeno. Il 19 settembre 2010 esordisce in Champions League nello stadio di casa, subentrando al 53' a Rafael Bastos contro gli svizzeri del Basilea, nell'incontro vinto 2-1 dal Cluj. Segna il suo primo gol con la maglia del Cluj (su punizione) contro il Brașov.

#### Trento e ritiro
Il 30 giugno 2012 scade il suo contratto con la società rumena. Dopo alcuni mesi da svincolato, il 19 gennaio 2013 firma per il Trento, in Serie D.
Al termine della stagione si ritira dall'attività agonistica. In carriera ha totalizzato complessivamente 3 presenze in Serie A e 132 presenze e 20 reti in Serie B.

### Allenatore

#### Gli esordi
Il 27 novembre 2012 consegue il patentino di Allenatore UEFA B rilasciato dal Centro Tecnico Federale di Coverciano. Il 18 novembre 2013 firma il suo primo contratto da allenatore con il Darfo Boario con cui retrocede dalla Serie D all'Eccellenza al termine della stagione.

#### Foggia
Il 1º luglio 2014 diventa il nuovo allenatore del Foggia, squadra in cui ha militato da giocatore. De Zerbi esordisce nel campionato di Lega Pro il 30 agosto battendo il Martina Franca per 3-2. Il 19 giugno 2015 firma un rinnovo triennale con il club rossonero. 
Conclude la stagione 2015-2016 al secondo posto in classifica del girone C della Lega Pro con 65 punti, classificandosi per la disputa dei play-off come migliore seconda dei tre gironi, poi persi in finale contro il Pisa. Il 14 aprile 2016 vince la Coppa Italia Lega Pro battendo in finale il Cittadella. Nonostante il prolungamento del contratto fino al 2019, il 14 agosto la società ufficializza il suo esonero a causa di divergenze di vedute e, il 2 settembre seguente, annuncia la risoluzione del contratto con lui e tutto il suo staff.

#### Palermo e Benevento
In seguito alle dimissioni di Davide Ballardini, viene chiamato dal presidente Maurizio Zamparini a guidare il Palermo in Serie A, firmando un contratto biennale. Si tratta della prima esperienza in massima serie; il debutto con i rosanero avviene il 10 settembre 2016, con la sconfitta in casa per 0-3 contro il Napoli, mentre l’unico successo in Serie A De Zerbi lo ottiene il 21 settembre seguente, nella trasferta contro l'Atalanta (0-1). Il 30 novembre, dopo la sconfitta in Coppa Italia contro lo Spezia, la società siciliana comunica l'esonero.
Il 23 ottobre 2017 viene nominato nuovo allenatore del Benevento, squadra in grandi difficoltà durante la sua prima annata in massima serie, in sostituzione di Marco Baroni. Nonostante il buon impatto avuto sul gioco della squadra non riuscirà a salvare i sanniti dalla retrocessione, nella classifica finale il club si piazza all'ultimo posto con 21 punti. Al termine del campionato, annuncia l’addio al club campano.

#### Sassuolo
Nel mese successivo alla separazione dal Benevento, il 13 giugno 2018 viene ufficializzato come nuovo allenatore del Sassuolo, prendendo il posto del non confermato Beppe Iachini e sottoscrivendo un accordo fino al 30 giugno 2020. Debutta sulla panchina neroverde il 19 agosto 2018, battendo l'Inter 1-0. Dopo tre stagioni di buon livello sulla panchina neroverde, con un undicesimo e due ottavi posti (l'ultimo a pari punti con la Roma che si qualifica alla Conference League per la differenza reti), il 16 maggio 2021 l'allenatore annuncia la sua decisione di lasciare il club a fine stagione.

#### Šachtar
Il 25 maggio 2021 viene nominato nuovo tecnico della società ucraina dello Šachtar, con cui firma un contratto biennale. Ottenuta la qualificazione alla fase a gironi della UEFA Champions League nei turni preliminari, il 22 settembre vince la Supercoppa d'Ucraina, battendo 3-0 la Dinamo Kiev. Il 13 aprile 2022, quasi due mesi dopo l'invasione russa dell'Ucraina, il campionato ucraino viene sospeso, con lo Šachtar al primo posto in classifica; contestualmente la federazione calcistica dell'Ucraina decide di non assegnare il titolo. L'11 luglio il tecnico italiano risolve il contratto, di comune accordo con la società.

#### Brighton
Il 18 settembre 2022, dopo il passaggio di Graham Potter al Chelsea a campionato in corso, viene nominato nuovo tecnico del Brighton, con cui sottoscrive un contratto di quattro anni. Al debutto in Premier League pareggia per 3-3 contro il Liverpool. Dopo un altro pareggio e tre sconfitte, il 29 ottobre arriva la sua prima vittoria, per 4-1 contro il Chelsea, club allenato dal suo predecessore. Il 21 maggio 2023, avendo messo insieme 49 punti in 32 partite, centra la matematica certezza per la partecipazione ad una competizione europea per la stagione successiva (Europa League), prima storica qualificazione per il club inglese.
La stagione 2023-2024 inizia proseguendo la tendenza positiva dell’ultimo campionato, mettendo in archivio le vittorie contro Manchester Utd e Newcastle Utd; tuttavia si piazzerà undicesimo mentre in Europa League, dopo aver superato il girone da primo, verrà eliminato dalla Roma agli ottavi. Il 18 maggio 2024, viene annunciata ufficialmente l'interruzione consensuale dell'accordo fra il tecnico e il club inglese.

#### Olympique Marsiglia
Il 24 giugno 2024, l'Olympique Marsiglia ha annunciato di aver trovato un principio di accordo per l'ingaggio di De Zerbi come nuovo tecnico del club; l'accordo è stato poi reso ufficiale il 29 giugno, con la sigla di un contratto triennale.

## Statistiche

### Presenze e reti nei club
| Stagione        | Squadra         | Campionato      | Campionato | Campionato | Coppe nazionali | Coppe nazionali | Coppe nazionali | Coppe continentali | Coppe continentali | Coppe continentali | Altre coppe | Altre coppe | Altre coppe | Totale | Totale |
| Stagione        | Squadra         | Comp            | Pres       | Reti       | Comp            | Pres            | Reti            | Comp               | Pres               | Reti               | Comp        | Pres        | Reti        | Pres   | Reti   |
| --------------- | --------------- | --------------- | ---------- | ---------- | --------------- | --------------- | --------------- | ------------------ | ------------------ | ------------------ | ----------- | ----------- | ----------- | ------ | ------ |
| 1998-gen. 1999  | Monza           | B               | 9          | 0          | -               | -               | -               | -                  | -                  | -                  | -           | -           | -           | 9      | 0      |
| gen.-giu. 1999  | Padova          | C2              | 11         | 2          | -               | -               | -               | -                  | -                  | -                  | -           | -           | -           | 11     | 2      |
| 1999-gen. 2000  | Como            | C1              | 6          | 0          | CI              | 1               | 0               | -                  | -                  | -                  | -           | -           | -           | 7      | 0      |
| gen.-giu. 2000  | Padova          | C2              | 12         | 3          | -               | -               | -               | -                  | -                  | -                  | -           | -           | -           | 12     | 3      |
| Totale Padova   | Totale Padova   | Totale Padova   | 23         | 5          |                 |                 |                 |                    |                    |                    |             | -           | -           | 23     | 5      |
| 2000-2001       | Avellino        | C1              | 6          | 0          | -               | -               | -               | -                  | -                  | -                  | -           | -           | -           | 6      | 0      |
| 2001-gen. 2002  | Lecco           | C1              | 7          | 0          | -               | -               | -               | -                  | -                  | -                  | -           | -           | -           | 7      | 0      |
| gen.-giu. 2002  | Foggia          | C2              | 11         | 3          | -               | -               | -               | -                  | -                  | -                  | -           | -           | -           | 11     | 3      |
| 2002-2003       | Foggia          | C2              | 29         | 10         | -               | -               | -               | -                  | -                  | -                  | -           | -           | -           | 29     | 10     |
| 2003-2004       | Foggia          | C1              | 16         | 5          | -               | -               | -               | -                  | -                  | -                  | -           | -           | -           | 16     | 5      |
| Totale Foggia   | Totale Foggia   | Totale Foggia   | 56         | 18         |                 |                 |                 |                    |                    |                    |             | -           | -           | 56     | 18     |
| 2004-2005       | Arezzo          | B               | 27         | 4          | -               | -               | -               | -                  | -                  | -                  | -           | -           | -           | 27     | 4      |
| 2005-2006       | Catania         | B               | 34         | 7          | CI              | 1               | 0               | -                  | -                  | -                  | -           | -           | -           | 35     | 7      |
| 2006-2007       | Napoli          | B               | 30         | 3          | CI              | 4               | 0               | -                  | -                  | -                  | -           | -           | -           | 34     | 3      |
| 2007-gen. 2008  | Napoli          | A               | 3          | 0          | CI              | 3               | 1               | -                  | -                  | -                  | -           | -           | -           | 6      | 1      |
| gen.-giu. 2008  | Brescia         | B               | 17+2       | 1          | CI              | 0               | 0               | -                  | -                  | -                  | -           | -           | -           | 17+2   | 1      |
| ago. 2008       | Napoli          | A               | 0          | 0          | CI              | 0               | 0               | Int+CU             | 1+1                | 0                  | -           | -           | -           | 2      | 0      |
| 2008-2009       | Avellino        | B               | 15         | 5          | CI              | 0               | 0               | -                  | -                  | -                  | -           | -           | -           | 15     | 5      |
| Totale Avellino | Totale Avellino | Totale Avellino | 21         | 5          |                 | 0               | 0               |                    | -                  | -                  |             | -           | -           | 21     | 5      |
| 2009-feb. 2010  | Napoli          | A               | 0          | 0          | CI              | 0               | 0               | -                  | -                  | -                  | -           | -           | -           | -      | -      |
| Totale Napoli   | Totale Napoli   | Totale Napoli   | 33         | 3          |                 | 7               | 1               |                    | 2                  | 0                  |             | -           | -           | 42     | 4      |
| feb.-giu. 2010  | Cluj            | Liga I          | 4          | 0          | CR              | 1               | 0               | UEL                | 0                  | 0                  | -           | -           | -           | 5      | 0      |
| 2010-2011       | Cluj            | Liga I          | 8          | 5          | CR              | 1               | 0               | UCL                | 5                  | 0                  | SR          | 0           | 0           | 14     | 5      |
| 2011-2012       | Cluj            | Liga I          | 10         | 3          | CR              | 1               | 0               | -                  | -                  | -                  | -           | -           | -           | 11     | 3      |
| Totale Cluj     | Totale Cluj     | Totale Cluj     | 22         | 8          |                 | 3               | 0               |                    | 5                  | 0                  |             | 0           | 0           | 30     | 8      |
| gen.-giu. 2013  | Trento          | D               | 10         | 3          | CI-D            | 0               | 0               | -                  | -                  | -                  | -           | -           | -           | 10     | 3      |
| Totale carriera | Totale carriera | Totale carriera | 265+2      | 54         |                 | 12              | 1               |                    | 7                  | 0                  |             | 0           | 0           | 284+2  | 55     |

### Statistiche da allenatore
Statistiche aggiornate al 17 maggio 2025. In grassetto le competizioni vinte.
| Stagione                   | Squadra                    | Campionato                 | Campionato | Campionato | Campionato | Campionato | Coppe nazionali | Coppe nazionali | Coppe nazionali | Coppe nazionali | Coppe nazionali | Coppe continentali | Coppe continentali | Coppe continentali | Coppe continentali | Coppe continentali | Altre coppe | Altre coppe | Altre coppe | Altre coppe | Altre coppe | Totale | Totale | Totale | Totale | % Vittorie | Piazzamento      |
| Stagione                   | Squadra                    | Comp                       | G          | V          | N          | P          | Comp            | G               | V               | N               | P               | Comp               | G                  | V                  | N                  | P                  | Comp        | G           | V           | N           | P           | G      | V      | N      | P      | %          | Piazzamento      |
| -------------------------- | -------------------------- | -------------------------- | ---------- | ---------- | ---------- | ---------- | --------------- | --------------- | --------------- | --------------- | --------------- | ------------------ | ------------------ | ------------------ | ------------------ | ------------------ | ----------- | ----------- | ----------- | ----------- | ----------- | ------ | ------ | ------ | ------ | ---------- | ---------------- |
| nov. 2013-2014             | Darfo Boario               | D                          | 22         | 5          | 5          | 12         | CI-D            | -               | -               | -               | -               | -                  | -                  | -                  | -                  | -                  | -           | -           | -           | -           | -           | 22     | 5      | 5      | 12     | 22,73      | Sub. 17º (retr.) |
| 2014-2015                  | Foggia                     | LP                         | 38         | 18         | 13         | 7          | CI-LP           | 2               | 0               | 1               | 1               | -                  | -                  | -                  | -                  | -                  | -           | -           | -           | -           | -           | 40     | 18     | 14     | 8      | 45,00      | 7º               |
| 2015-2016                  | Foggia                     | LP                         | 34+5       | 19+3       | 8+1        | 7+1        | CI+CI-LP        | 3+7             | 2+4             | 0+2             | 1+1             | -                  | -                  | -                  | -                  | -                  | -           | -           | -           | -           | -           | 49     | 28     | 11     | 10     | 57,14      | 2º               |
| lug.-ago. 2016             | Foggia                     | LP                         | -          | -          | -          | -          | CI+CI-LP        | 2+0             | 1               | 0               | 1               | -                  | -                  | -                  | -                  | -                  | -           | -           | -           | -           | -           | 2      | 1      | 0      | 1      | 50,00      | Eson.            |
| Totale Foggia              | Totale Foggia              | Totale Foggia              | 77         | 40         | 22         | 15         |                 | 14              | 7               | 3               | 4               |                    | -                  | -                  | -                  | -                  |             | -           | -           | -           | -           | 91     | 47     | 25     | 19     | 51,65      |                  |
| set.-nov. 2016             | Palermo                    | A                          | 12         | 1          | 2          | 9          | CI              | 1               | 0               | 1               | 0               | -                  | -                  | -                  | -                  | -                  | -           | -           | -           | -           | -           | 13     | 1      | 3      | 9      | &7,69      | Sub., Eson.      |
| ott. 2017-2018             | Benevento                  | A                          | 29         | 6          | 3          | 20         | CI              | -               | -               | -               | -               | -                  | -                  | -                  | -                  | -                  | -           | -           | -           | -           | -           | 29     | 6      | 3      | 20     | 20,69      | Sub. 20º (retr.) |
| 2018-2019                  | Sassuolo                   | A                          | 38         | 9          | 16         | 13         | CI              | 3               | 2               | 0               | 1               | -                  | -                  | -                  | -                  | -                  | -           | -           | -           | -           | -           | 41     | 11     | 16     | 14     | 26,83      | 11º              |
| 2019-2020                  | Sassuolo                   | A                          | 38         | 14         | 9          | 15         | CI              | 2               | 1               | 0               | 1               | -                  | -                  | -                  | -                  | -                  | -           | -           | -           | -           | -           | 40     | 15     | 9      | 16     | 37,50      | 8º               |
| 2020-2021                  | Sassuolo                   | A                          | 38         | 17         | 11         | 10         | CI              | 1               | 0               | 0               | 1               | -                  | -                  | -                  | -                  | -                  | -           | -           | -           | -           | -           | 39     | 17     | 11     | 11     | 43,59      | 8º               |
| Totale Sassuolo            | Totale Sassuolo            | Totale Sassuolo            | 114        | 40         | 36         | 38         |                 | 6               | 3               | 0               | 3               |                    | -                  | -                  | -                  | -                  |             | -           | -           | -           | -           | 120    | 43     | 36     | 41     | 35,83      |                  |
| 2021-2022                  | Šachtar                    | PL                         | 18         | 15         | 2          | 1          | KU              | 1               | 1               | 0               | 0               | UCL                | 10                 | 3                  | 3                  | 4                  | SdU         | 1           | 1           | 0           | 0           | 30     | 20     | 5      | 5      | 66,67      | [ 58 ]           |
| set. 2022-2023             | Brighton                   | PL                         | 32         | 14         | 7          | 11         | FACup+CdL       | 5+2             | 4+1             | 1+1             | 0+0             | -                  | -                  | -                  | -                  | -                  | -           | -           | -           | -           | -           | 39     | 19     | 9      | 11     | 48,72      | Sub. 6°          |
| 2023-2024                  | Brighton                   | PL                         | 38         | 12         | 12         | 14         | FACup+CdL       | 3+1             | 2+0             | 0               | 1+1             | UEL                | 8                  | 5                  | 1                  | 2                  | -           | -           | -           | -           | -           | 50     | 19     | 13     | 18     | 38,00      | 11°              |
| Totale Brighton            | Totale Brighton            | Totale Brighton            | 70         | 26         | 19         | 25         |                 | 11              | 7               | 2               | 2               |                    | 8                  | 5                  | 1                  | 2                  |             | -           | -           | -           | -           | 89     | 38     | 22     | 29     | 42,70      |                  |
| 2024-2025                  | Olympique Marsiglia        | L1                         | 34         | 20         | 5          | 9          | CF              | 2               | 1               | 1               | 0               | -                  | -                  | -                  | -                  | -                  | -           | -           | -           | -           | -           | 36     | 21     | 6      | 9      | 58,33      | 2°               |
| 2025-2026                  | Olympique Marsiglia        | L1                         | 0          | 0          | 0          | 0          | CF              | 0               | 0               | 0               | 0               | UCL                | 0                  | 0                  | 0                  | 0                  | -           | -           | -           | -           | -           | 0      | 0      | 0      | 0      | —          | in corso         |
| Totale Olympique Marsiglia | Totale Olympique Marsiglia | Totale Olympique Marsiglia | 34         | 20         | 5          | 9          |                 | 2               | 1               | 1               | 0               |                    | 0                  | 0                  | 0                  | 0                  |             | -           | -           | -           | -           | 36     | 21     | 6      | 9      | 58,33      |                  |
| Totale carriera            | Totale carriera            | Totale carriera            | 376        | 153        | 94         | 129        |                 | 35              | 19              | 7               | 9               |                    | 18                 | 8                  | 4                  | 6                  |             | 1           | 1           | 0           | 0           | 430    | 181    | 105    | 144    | 42,09      |                  |

## Palmarès

### Giocatore

#### Club
- Campionato italiano di Serie C2: 1

Foggia: 2002-2003
- Campionato rumeno: 2

CFR Cluj: 2009-2010, 2011-2012
- Coppa di Romania: 1

CFR Cluj: 2009-2010

### Allenatore

#### Club
- Coppa Italia Lega Pro: 1

Foggia: 2015-2016
- Supercoppa d'Ucraina: 1

Shakthar Donetsk: 2021

#### Individuale
- Premio Nazionale Enzo Bearzot: 1

2022